# Assos
Assos (en grec ancien ἡ Ἄσσος) est une cité grecque de Troade, au nord de l'Asie mineure, située à proximité de Lesbos. Le village où se trouve le site s'appelle officiellement Behramkale, il est situé dans le district d'Ayvacık de la province de Çanakkale et compte environ 1 100 habitants.

## Histoire
Selon le logographe Hellanicos de Mytilène, la cité est fondée par des colons de Lesbos au VIIe siècle av. J.-C. Au siècle suivant, elle passe sous la domination des Lydiens, puis des Perses. Elle recouvre son autonomie au terme des guerres médiques et rejoint la ligue de Délos.
La cité connaît son apogée au IVe siècle av. J.-C. sous la direction d'Eubule, un banquier de Bithynie devenu tyran d'Atarnée et d'Assos, puis du philosophe Hermias, qui y fit venir Aristote en 347 av. J.-C..
À l'époque hellénistique, elle tombe sous la coupe des Séleucides, avant d'être intégrée au royaume de Pergame, puis de rejoindre l'Empire romain en 133 av. J.-C.

## Études archéologiques
Des fouilles américaines ont été menées par Joseph Thacher Clarke et Francis H. Bacon de 1881 à 1883, auxquelles Robert Koldewey a également participé en tant qu'architecte. Les découvertes, comme des sculptures du temple, ont été dispersées entre le Louvre à Paris et les musées d'Istanbul et de Boston.
Des fouilles turques, dirigées par Ümit Serdaroğlu (mort en 2005), ont eu lieu à partir de 1981, et une équipe allemande dirigée par Reinhard Stupperich y a pris part de 1989 à 1994. Les fouilles se sont poursuivies depuis 2006 sous la direction de Nurettin Arslan de l'Université de Çanakkale (en). De 2010 à 2017, des recherches ont été menées par l'Université technique du Brandebourg (en), à Cottbus, sous la direction de Klaus Rheidt.
Les découvertes ont été déposées au Musée archéologique de Çanakkale.

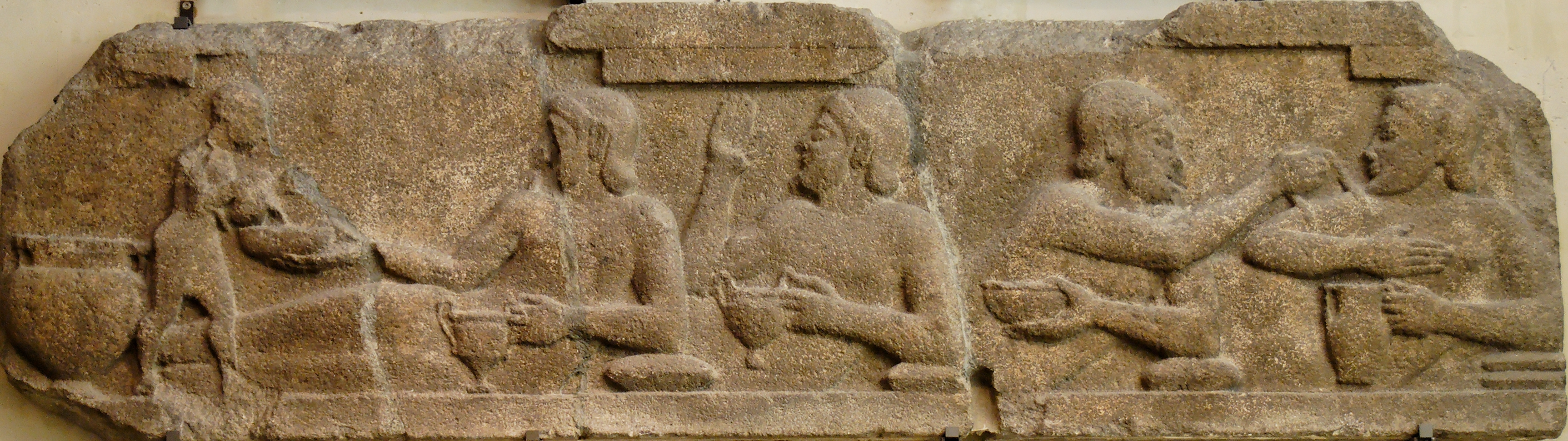
Architrave du temple d'Athéna au musée du Louvre.

## Site archéologique
Les principaux édifices sont :
- Le temple d'Athéna situé au sommet de l'acropole ;
- La muraille de la cité ;
- La nécropole où les sarcophages méritent leur nom de « mangeurs de chairs[1] » au dire de Pline l'Ancien :

« À Assos de la Troade est la pierre sarcophage, qui se tend et se lève par feuille. Il est constant que les corps morts mis dans cette pierre s'y consument en quarante jours, excepté les dents. »

— Pline l'Ancien, Histoire naturelle [détail des éditions] [lire en ligne] (XXXVI, 27. De la pierre sarcophage ou d'Assos)

### Enceinte urbaine
L'enceinte de la ville est conservée, avec ses tours et portes, sur une longueur de 3 km. Elle a été construite en plusieurs phases à partir du IVe siècle av. J.-C. On distingue aussi les vestiges d'un mur d'enceinte probablement archaïque.

Plan du temple d'Athéna

### Acropole et temple d'Athéna
Le temple d'Athéna a été élevé vers 530-520 av. JC, au point culminant de la ville. Ses colonnes doriques sont faites de trachyte local, recouvert de stuc de marbre blanc dès l'Antiquité. Certaines d'entre elles ont été partiellement réédifiées dans le cadre de recherches archéologiques. Le temple d'Athéna est le seul temple connu d'ordre dorique archaïque en Asie Mineure. Il offre une bonne vue sur l'île opposée de Lesbos.

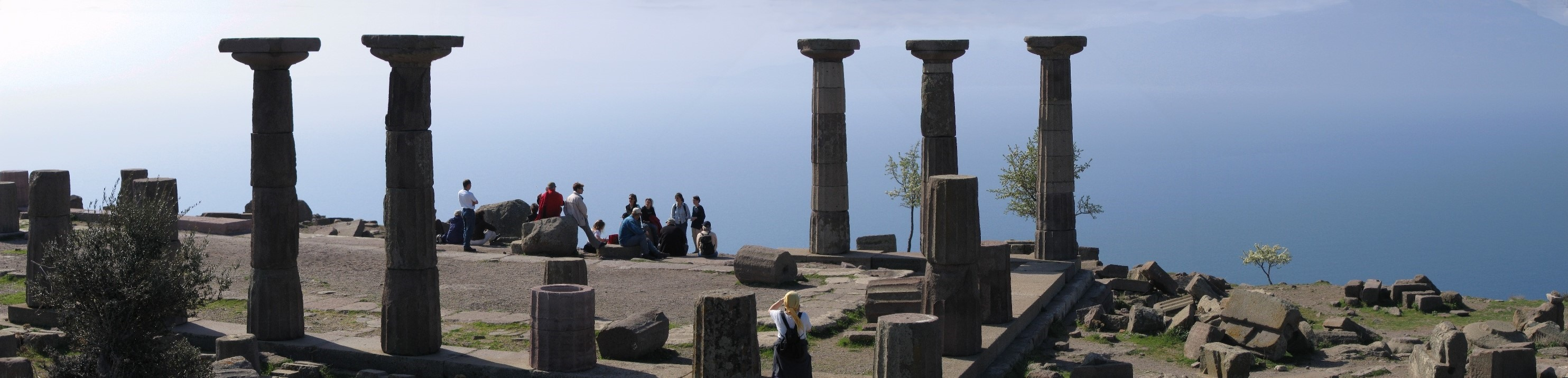
Temple d'Athéna

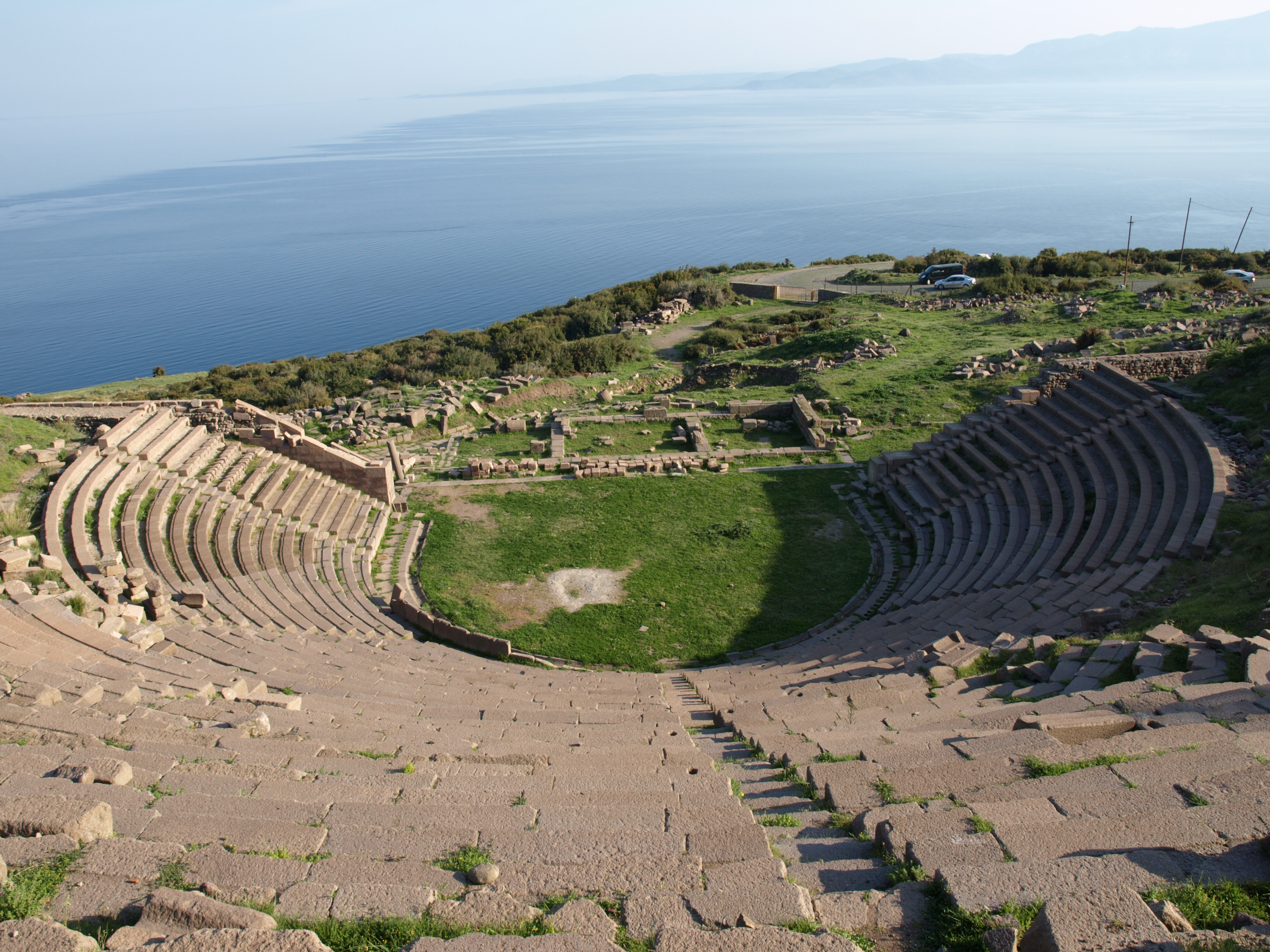
Le théâtre surplombant la mer Égée, avec l'île de Lesbos à l'horizon, à droite.

### La ville et le théâtre
Dans la zone urbaine, sur les pentes entre l'agora et la mer, l'agora avec deux portiques au nord et au sud, ainsi que le bouleuterion, le gymnase, le théâtre et les thermes romains sont encore assez bien conservés. À l'ouest de l'enceinte de la ville se trouve une nécropole.

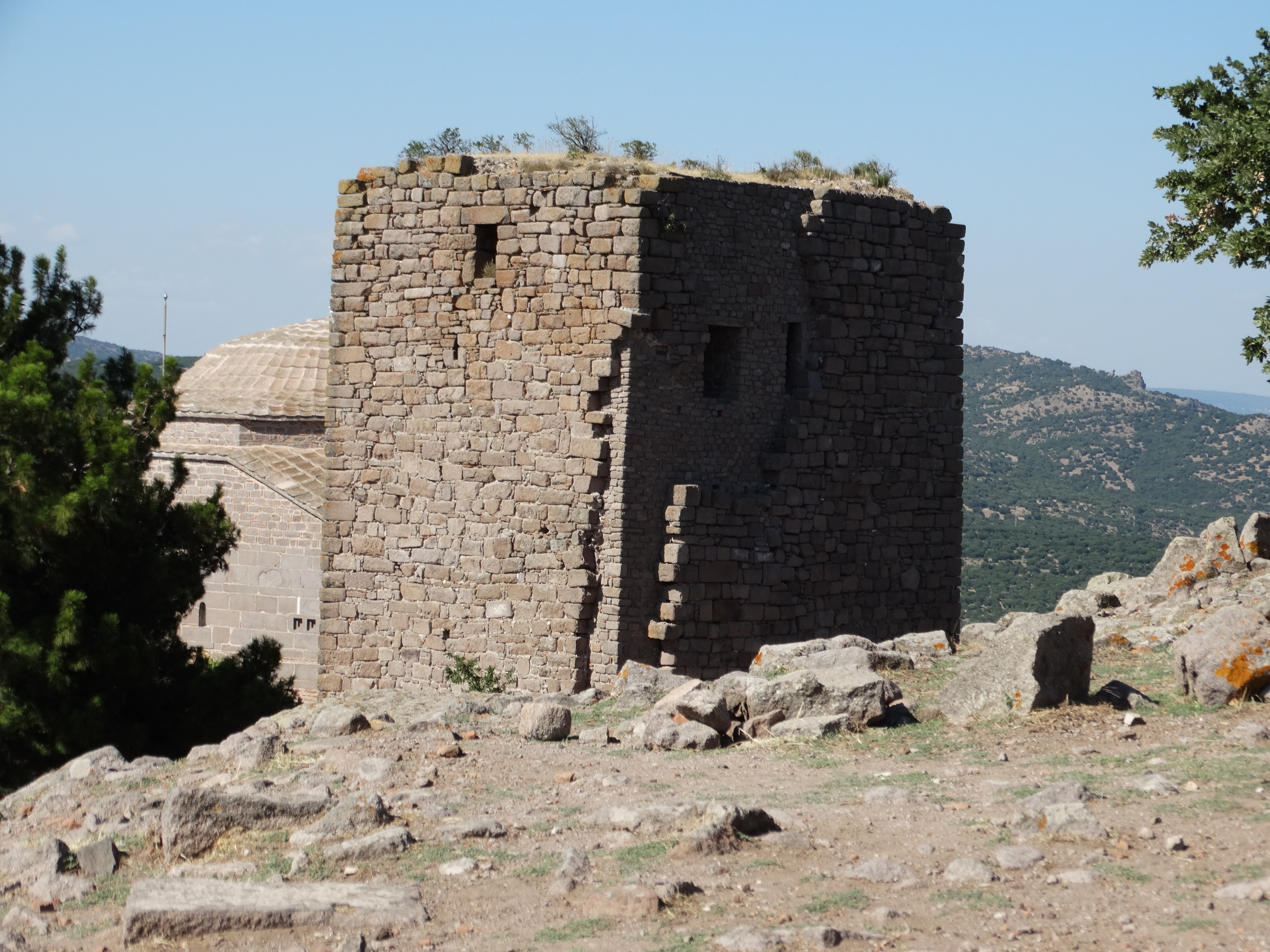
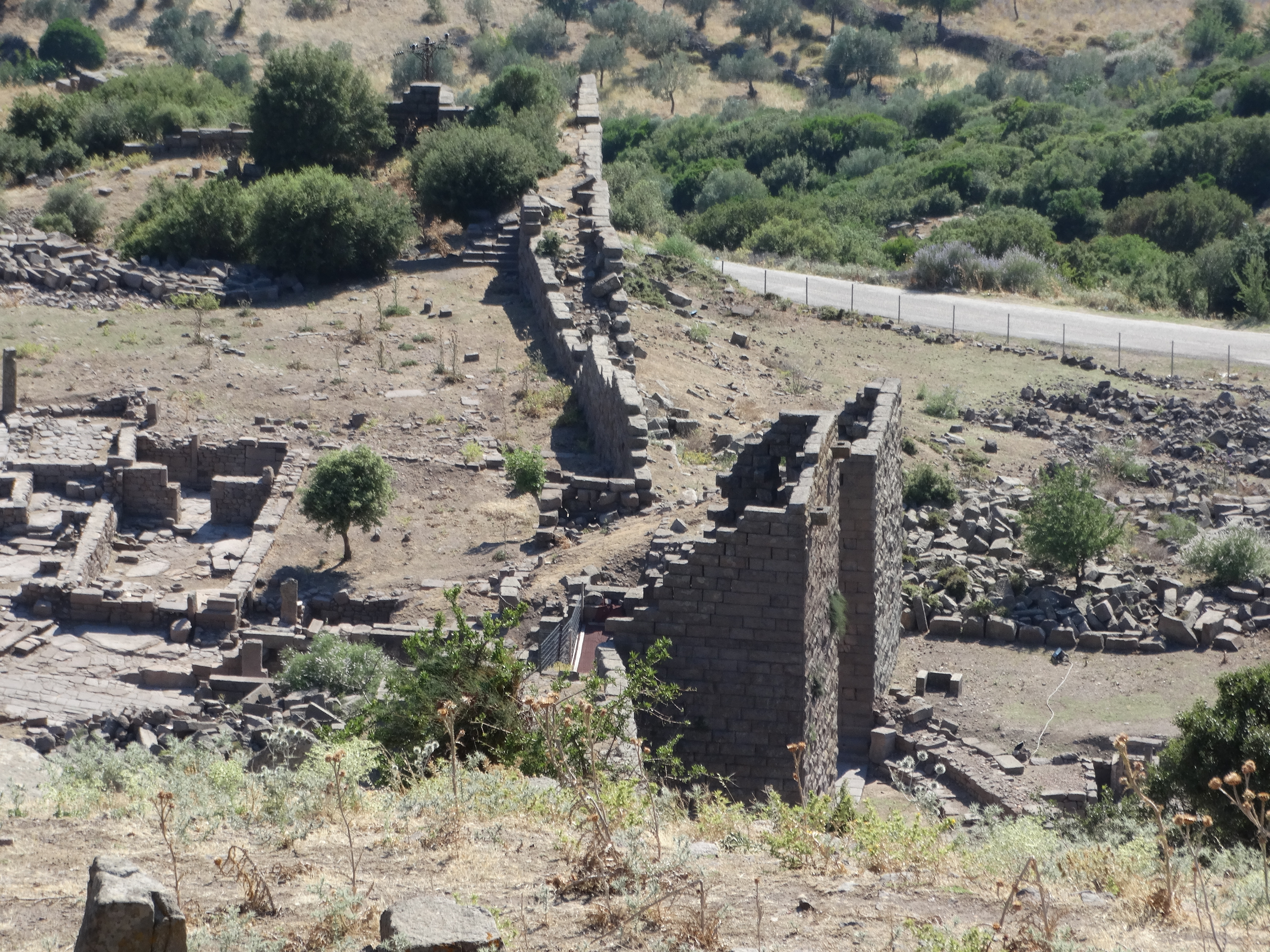
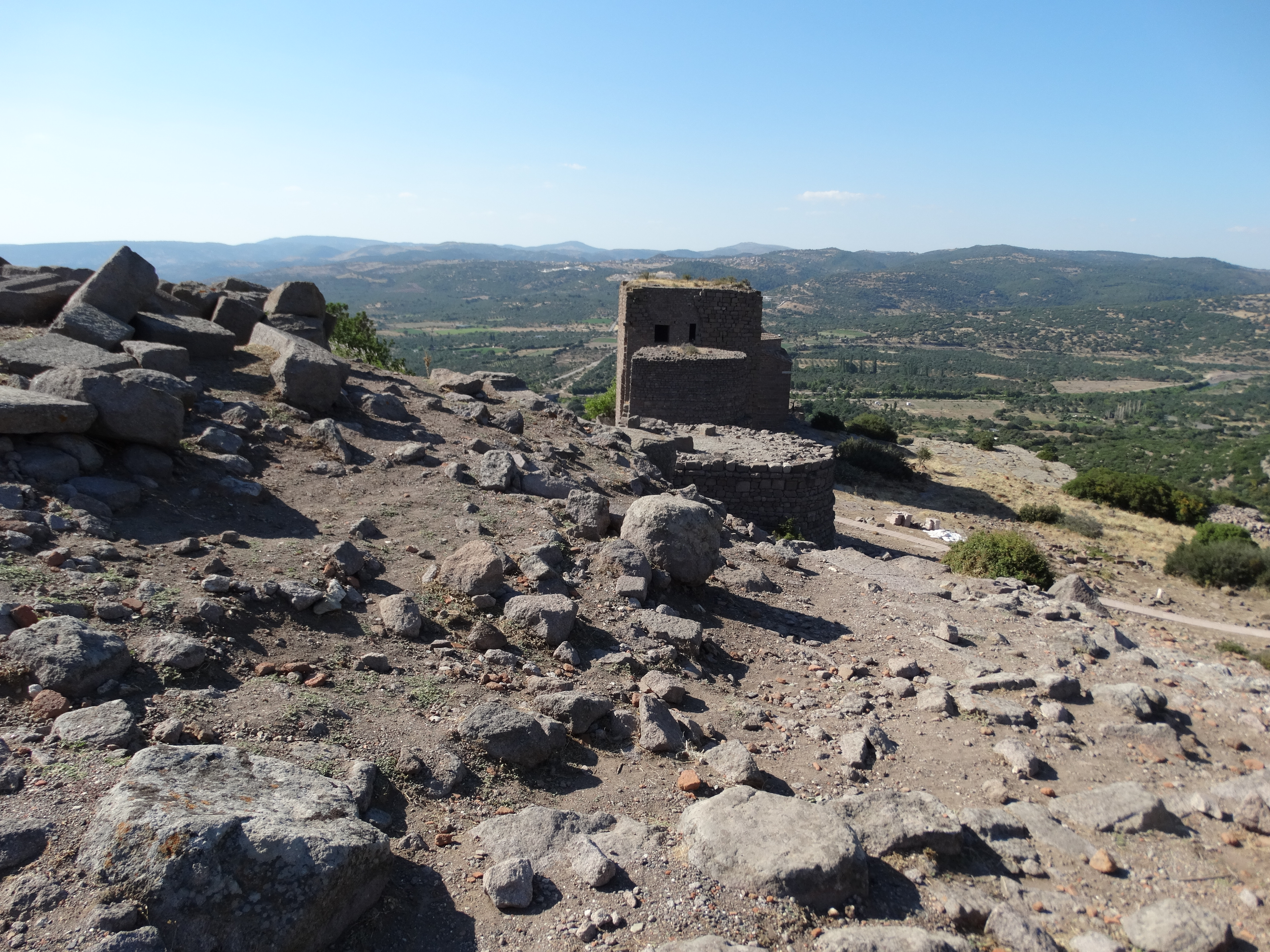
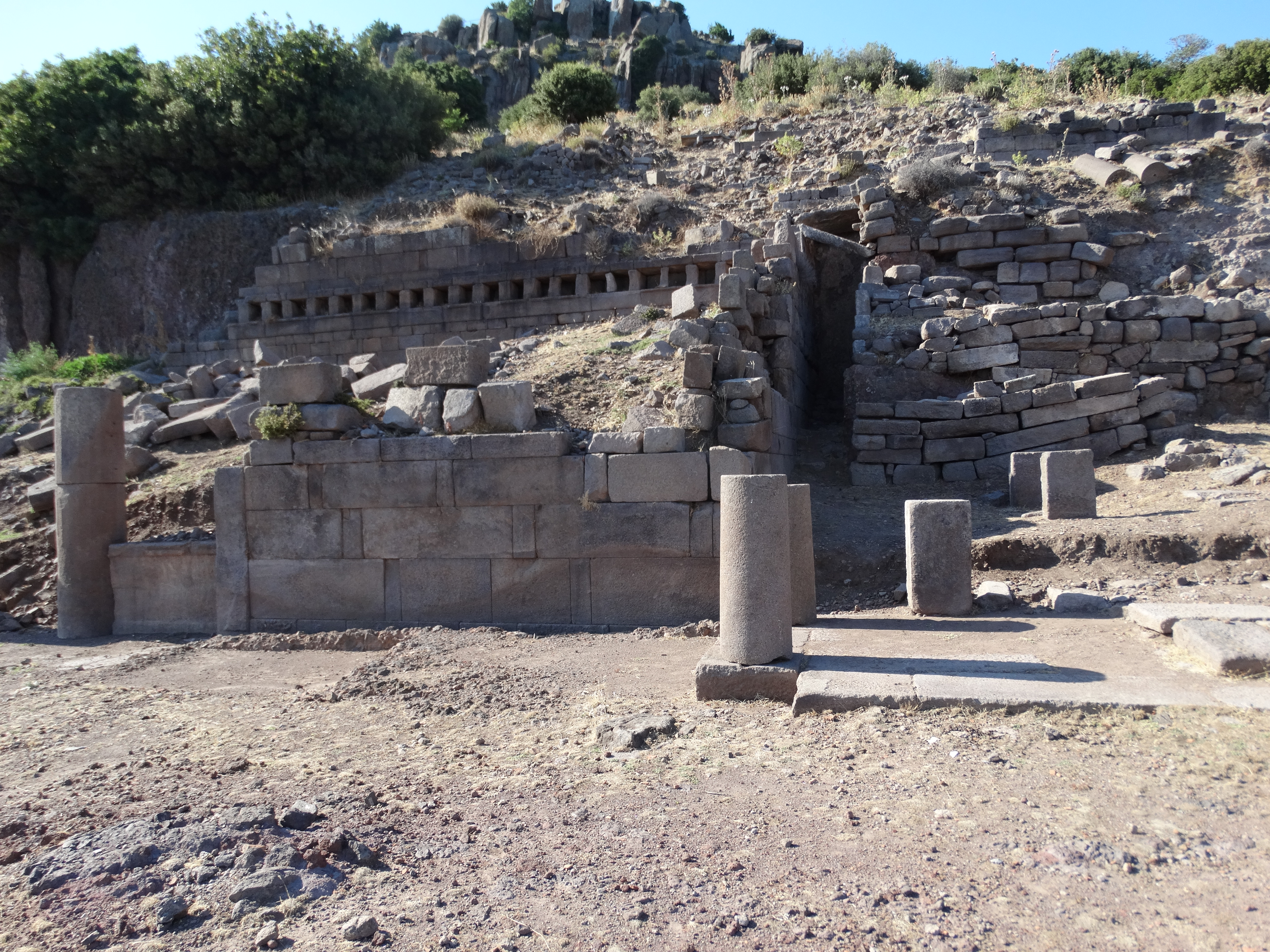
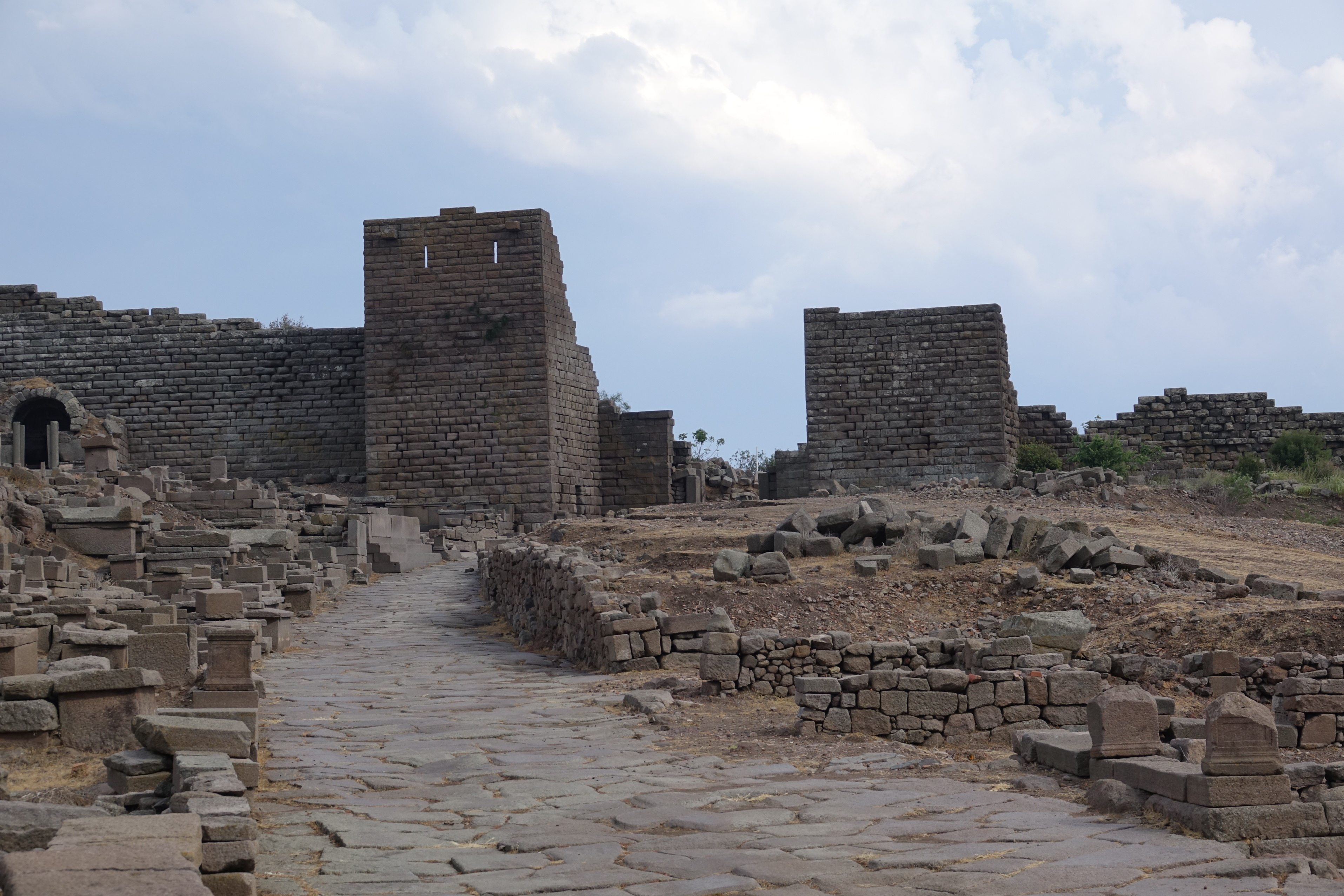
Rempart hellénistique de la ville basse et nécropole amont.
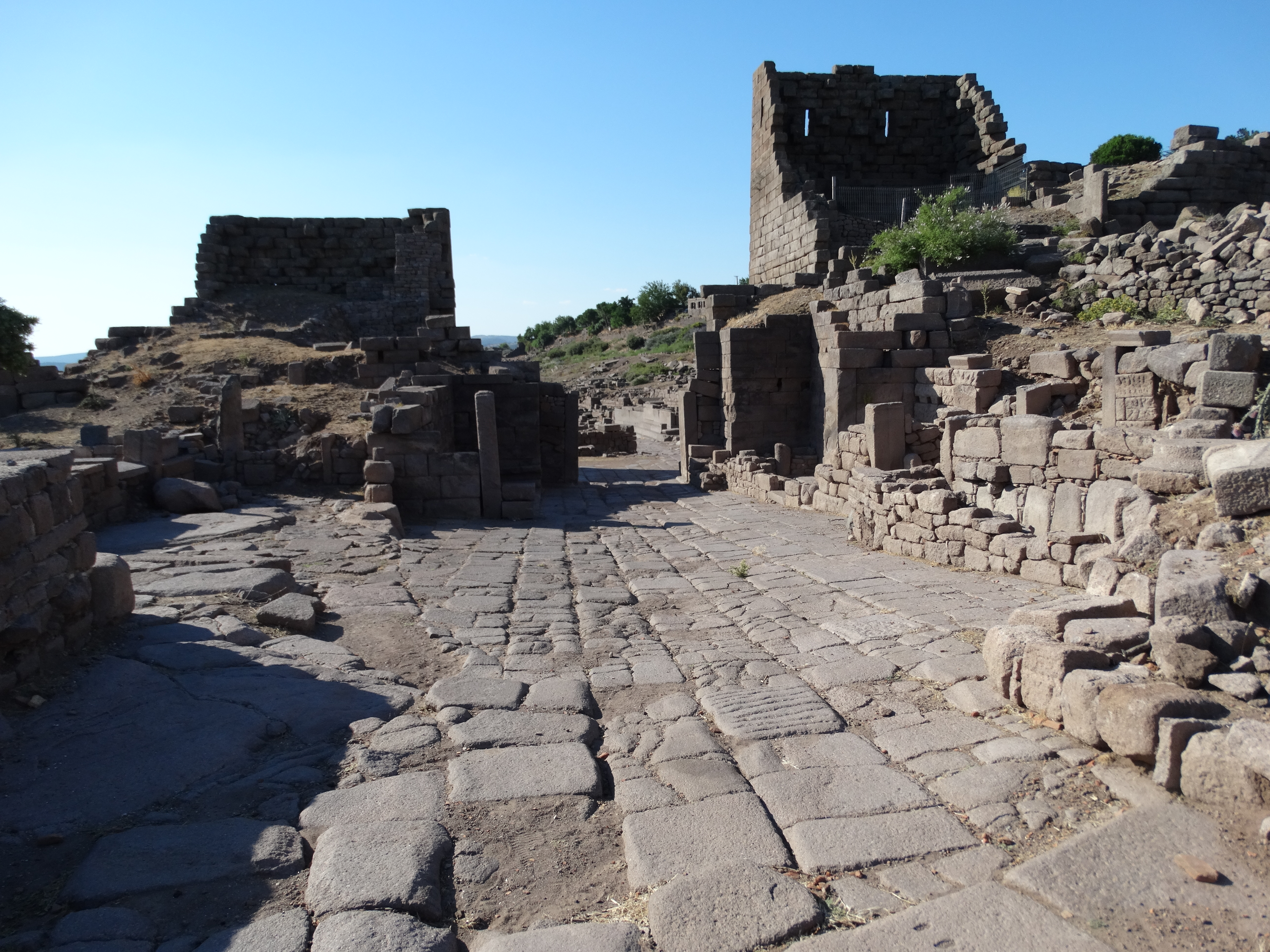
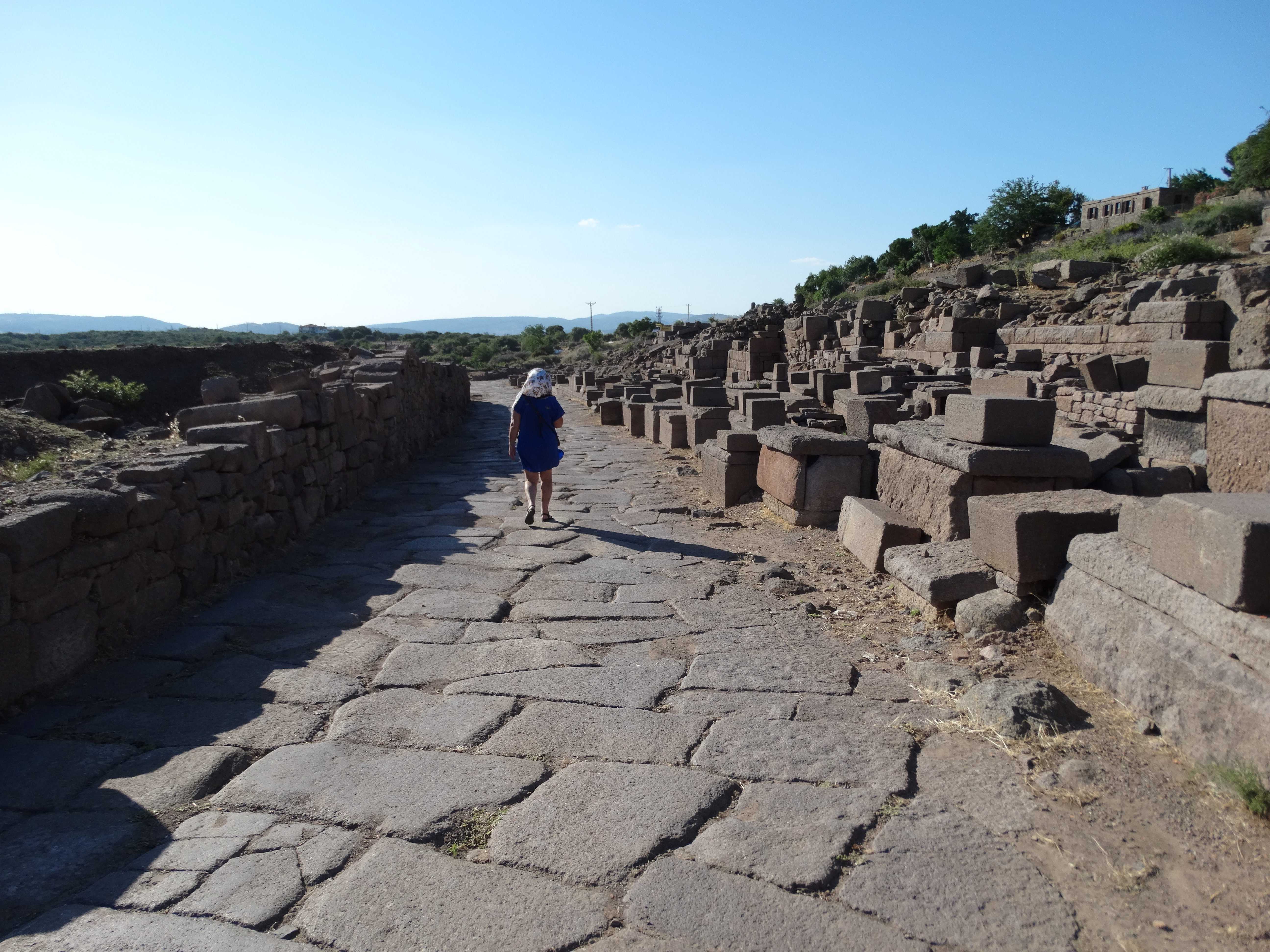
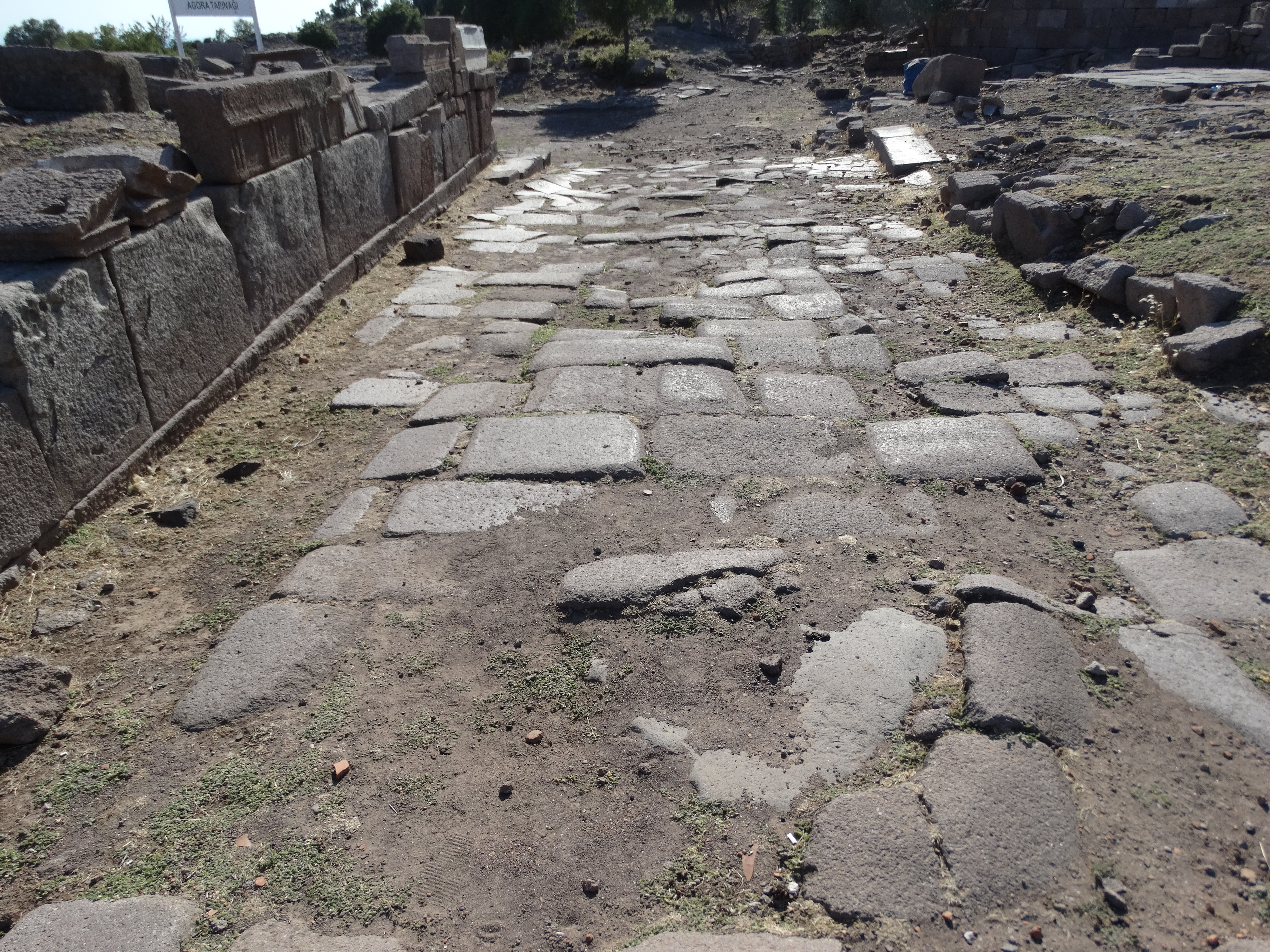
Agora

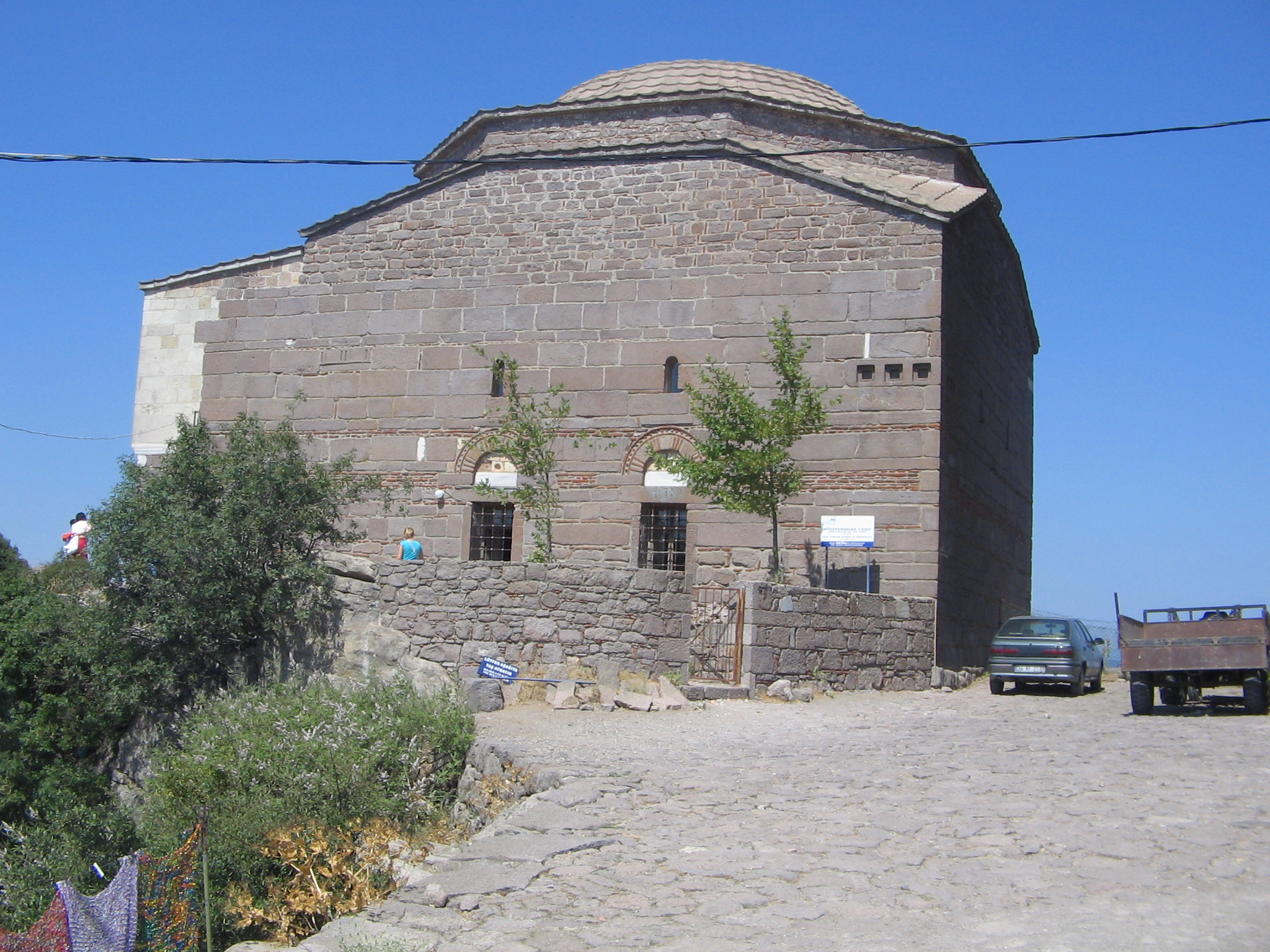
Mosquée Murat Hüdavendigar

À la périphérie du village actuel se dresse la mosquée Murat Hüdavendigar de l'époque de Murat I (1326-1389), qui est l'une des premières mosquées ottomanes, construite à partir de nombreux spolia antiques et byzantins.

## Autres monuments
- Le pont ottoman du XIVe siècle.
- La mosquée de Murad Hüdavendigar du XIVe siècle.

## Source
- Pausanias, Description de la Grèce [détail des éditions] [lire en ligne] (VI, 4, 9)